# Thomas Munkelt

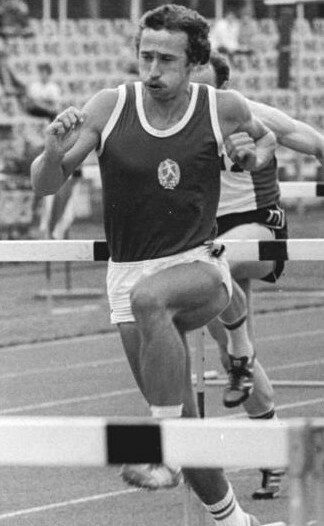
Thomas Munkelt 1981

Thomas Munkelt (* 3. August 1952 in Zedtlitz) ist ein ehemaliger deutscher Leichtathlet. Für die DDR wurde er 1980 Olympiasieger im 110-Meter-Hürdenlauf.

## Leben
Munkelt war in den 1970er und frühen 1980er Jahren der dominierende europäische Läufer auf dieser Strecke. Er gewann bei den Halleneuropameisterschaften 1973 Bronze über 60 Meter Hürden und erreichte bei den Europameisterschaften im darauffolgenden Jahr Platz vier. 1975 wurde er erstmals DDR-Meister und gewann im selben Jahr den Europacup mit der 4-mal-100-Meter-Staffel. Bei den Olympischen Spielen 1976 in Montréal lief Munkelt nur auf einen enttäuschenden fünften Rang.
1977 wurde er Halleneuropameister und gewann sowohl den Weltcup als auch den Europacup. Im folgenden Jahr konnte er seinen Halleneuropameistertitel verteidigen und bei den Europameisterschaften in Prag errang Munkelt seinen ersten internationalen Titel im Freien. In 13,54 s gewann er vor dem Polen Jan Pusty und Arto Bryggare aus Finnland. 1979 wurde er zum dritten Mal in Folge Halleneuropameister.
Seinen größten Erfolg feierte Munkelt bei den Olympischen Spielen 1980 in Moskau über 110 Meter Hürden. Im olympischen Finale schlug er den Kubaner Alejandro Casañas um eine Hundertstelsekunde. Er war auch Mitglied der 4-mal-100-Meter-Staffel der DDR, die auf den fünften Platz lief. 1982 konnte Munkelt in Athen seinen Europameistertitel erfolgreich verteidigen. Mit der 4-mal-100-Meter-Staffel der DDR gewann er außerdem noch eine Silbermedaille.

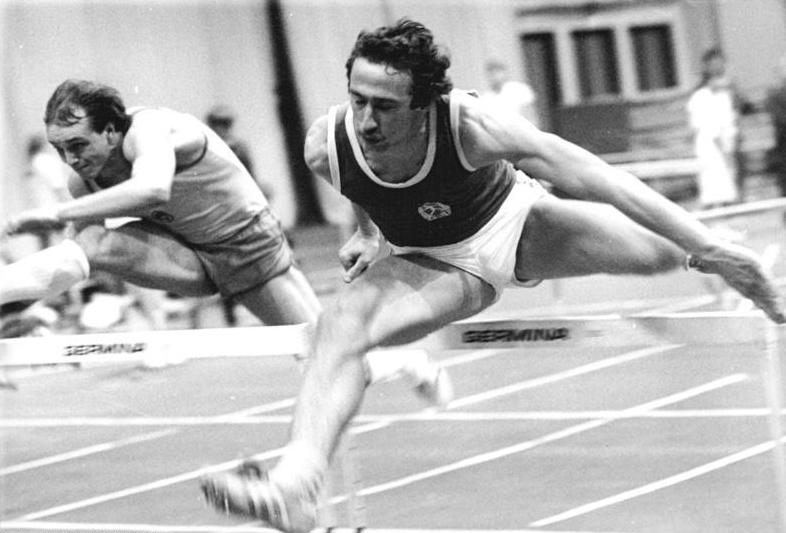
Munkelt bei den DDR-Hallenmeisterschaften der Leichtathleten 1983

Im Jahr darauf wurde er zum vierten Mal Halleneuropameister. In der Freiluftsaison gewann er zwar erneut den Europacup, bei den erstmals ausgetragenen Weltmeisterschaften musste Munkelt sich jedoch mit einem fünften Rang begnügen. Nach der Ankündigung der DDR, die Olympischen Spiele in Los Angeles zu boykottieren, beendete Munkelt 1984 seine aktive Laufbahn, während der er 1975, 1976, 1977, 1978, 1979, 1980, 1982 und 1983 jeweils den Titel bei den DDR-Meisterschaften gewonnen hatte und 1978 und 1979 DDR-Hallenmeister geworden war.
Munkelt startete für den SC DHfK Leipzig. Er hatte bei einer Größe von 1,85 m ein Wettkampfgewicht von 78 kg. In den nach der Wende öffentlich gewordenen Unterlagen zum Staatsdoping in der DDR fand sich bei den gedopten Sportlern auch der Name von Munkelt.
Munkelt wurde für seine sportlichen Erfolge 1980 und 1984 mit dem Vaterländischen Verdienstorden in Silber ausgezeichnet.
Munkelt studierte Zahnmedizin an der KMU Leipzig und wurde Zahnarzt in Kitzscher bei Leipzig.